# Astronidium ovalifolium
Astronidium ovalifolium es una especie de planta de flores perteneciente a la familia  Melastomataceae. Es endémica de la Polinesia Francesa en Raiatea. 

## Source
- Florence, J. 1998.  Astronidium ovalifolium.   2006 IUCN Red List of Threatened Species.   Bajado el 20-08-07.